# 鋸屍狂魔
《鋸屍狂魔》（直译：屍體有肉慾暴力的痕跡）是一部1973年的義大利鉛黃電影，由瑟吉歐·馬蒂諾執導，可被認為是有史以來第一部砍杀电影。

## 剧情
在佩鲁贾，幾名大學生被謀殺，警方正在追捕一名患有性心理障碍的蒙面殺手，他用紅黑圍巾勒死女性受害者，然後肢解她們的屍體。一位名叫达尼的富家學生隱約記得看到过有人戴著這樣的圍巾，于是她成為了神秘殺手的目標，在她花心的叔叔建議下，邀請了她的三個女性朋友（其中兩個是同性戀）和她一起住在位於塔利亚科佐的偏遠鄉村别墅。

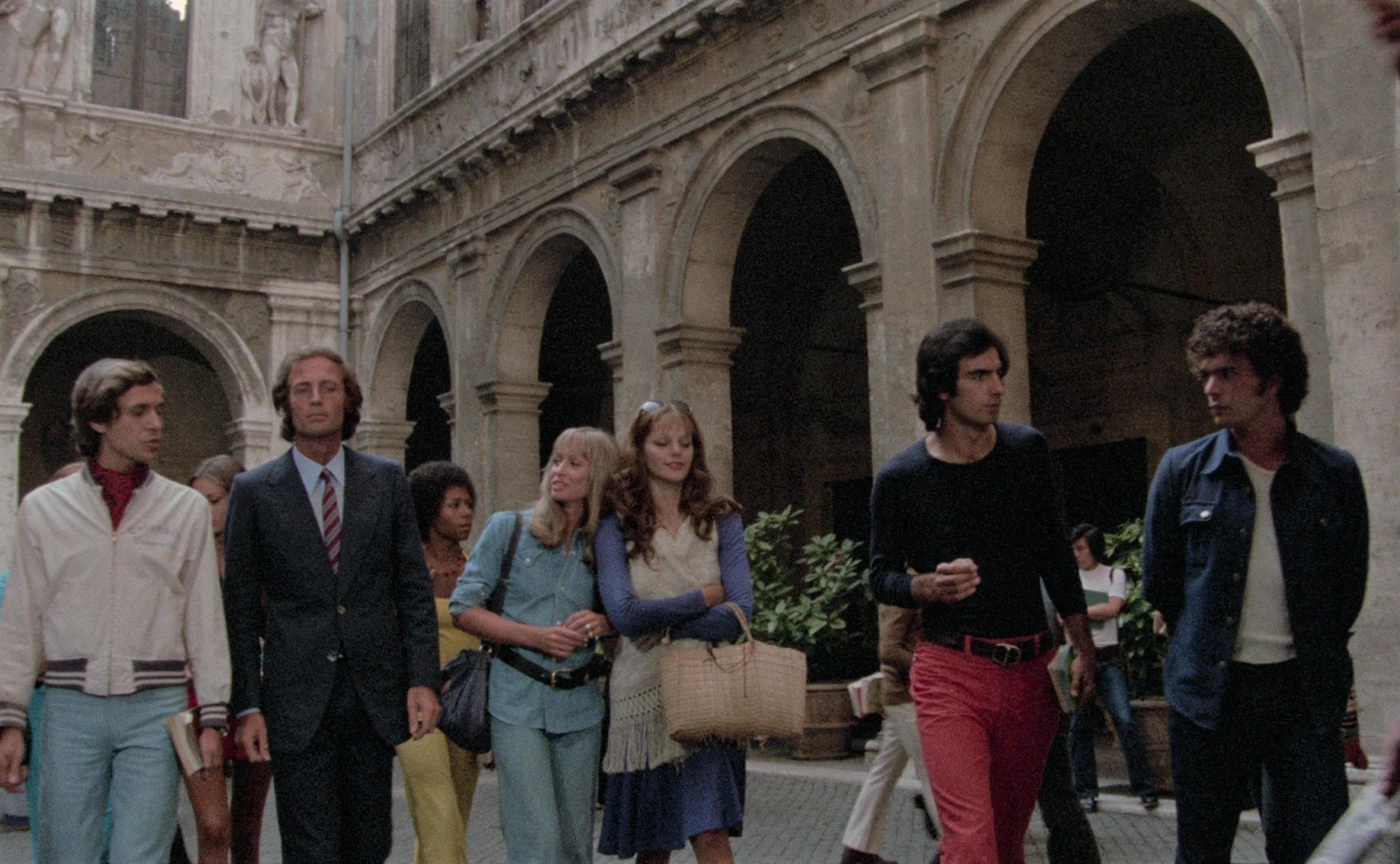
約翰·理查森、卡拉·布雷特、蘇希·肯德爾、蒂娜·奧蒙和盧西亞諾·巴托利

然而，懸崖邊的這座偏僻別墅並不能保护她们免遭毒手，同時兇手還碾壓了一名勒索他的街頭小販，不然就会告发他在那里买过圍巾。當地的一名偷窺狂和纏擾达尼的性无能（戴著與兇手相似的紅黑圍巾）來到別墅，結果也被無情地殺害。其中一個女孩简扭傷了腳踝，當地醫生給她注射了鎮靜劑。因此，當兇手強行進入別墅，殺死她的三個女性朋友時，她正在睡覺。隔天简醒來，目睹身份不明的殺手肢解她朋友的屍體。兇手處理完屍體，鎖上了別墅後離開，無意中將受傷的简留在了裡面。後來，殺手發現简還活著，就悄悄回來，向她揭示了自己的身分。
兇手是弗朗茨，一位美术史講師，简曾是他的朋友。他是一名心理病态的厭女症患者，童年時期目睹了自己的兄弟在懸崖邊取小女孩的玩偶時墜落身亡。弗朗茨告訴简，他的前兩個受害者（他稱之為“骯髒的母狗”和“用血肉製成的玩偶”）引誘他三人行，然後勒索他。為了掩蓋蹤跡，他繼續着自己的殺人狂潮。弗朗茨意欲謀殺简，以確保自己永遠不會被抓住，这时醫生出現了，經過一番打斗，弗朗茨摔死了。

## 演员
- 蘇希·肯德爾（英语：Suzy Kendall） 饰 简
- 蒂娜·奧蒙（英语：Tina Aumont） 饰 达尼（达妮埃拉）
- 盧克·麥瑞達（英语：Luc Merenda） 饰 罗伯托
- 約翰·理查森（英语：John Richardson (actor)） 饰 弗朗茨
- 羅伯托·比薩科（英语：Roberto Bisacco） 饰 斯特凡诺·万齐
- 埃內斯托·寇利（英语：Ernesto Colli） 饰 詹尼·托马索，街頭小販
- 安吉拉·科維羅（義大利語：Angela Covello） 饰 凯蒂娅
- 卡拉·布雷特（義大利語：Carla Brait） 饰 厄休拉
- 康奇塔·艾羅迪 饰 卡萝尔·彼得森
- 派翠莎·阿迪奧里 饰 芙洛（弗洛伦丝）·海内肯
- 盧西亞諾·巴托利（英语：Luciano Bartoli） 饰 彼得
- 吉亞尼·格雷科 饰 乔治
- 盧西亞諾·德·安布羅西斯（英语：Luciano De Ambrosis） 饰 马蒂诺督察
- 卡洛·阿利吉耶罗（英语：Carlo Alighiero） 饰 尼诺叔叔